# Carlos Saura
Carlos Saura, (Huesca, Aragonija 4. siječnja 1932. — 10. veljače 2023.), španjolski je filmski redatelj i scenarist.
Rođen je u umjetničkoj obitelji. Brat, Antonio Saura, bio je slikar a majka je bila pijanistkinja. Saura je završio za redatelja u Madridu 1957. U početku je neoralizam utjecao na njegove filmove, no kasnije se mogao primijetiti utjecaj mističnog stila Luisa Buñuela.
Dobitnikom je mnogobrojnih internacionalnih filmskih nagrada.

## Filmografija
- 1956. – El pequeño río Manzanares
- 1957. – La tarde del domingo
- 1958. – Cuenca
- 1960. – Los golfos
- 1964. – Llanto por un bandido
- 1966. – La caza
- 1967. – Peppermint Frappé
- 1968. – Stress-es tres-tres
- 1969. – La madriguera
- 1970. – El jardín de las delicias
- 1973. – Ana y los lobos
- 1974. – La prima Angélica
- 1976. – Cría cuervos
- 1977. – Elisa, vida mía
- 1978. – Los ojos vendados
- 1979. – Mamá cumple cien años
- 1981. – Deprisa, deprisa
- 1981. – Bodas de sangre
- 1982. – Dulces horas
- 1982. – Antonieta
- 1983. – Carmen
- 1984. – Los zancos
- 1986. – El amor brujo
- 1988. – El dorado
- 1989. – La noche oscura
- 1990. – ¡Ay, Carmela!
- 1992. – El Sur (TV)
- 1992. – Maratón
- 1992. – Sevillanas
- 1993. – ¡Dispara!
- 1995. – Flamenco
- 1996. – Taxi
- 1997. – Pajarico
- 1998. – Esa luz!
- 1998. – Tango
- 1999. – Goya en Burdeos
- 2001. – Buñuel y la mesa del rey Salomón
- 2002. – Salomé
- 2004. – El séptimo día
- 2005. – Iberia
- 2007. – Fados
- 2009. – Io, Don Giovanni

## Vanjske poveznice
- www.spainisculture.com – Carlos Saura  Arhivirana inačica izvorne stranice od 5. ožujka 2019. (Wayback Machine) (engl.)
- IMDb: Carlos Saura